# 특등 신부와 삼등 신랑
"특등 신부와 삼등 신랑"은 1962년 공개된 대한민국의 영화이다.

## 배역
- 엄앵란
- 김지미
- 신성일
- 최무룡
- 윤일봉
- 이대엽
- 이수련
- 남궁원
- 김진규
- 최남현
- 조미령
- 손미희자
- 남미리
- 방성자
- 김아미
- 김희갑
- 허장강
- 장동휘
- 이예춘
- 주선태